# マスターソード
マスターソード（Master Sword）は、任天堂が発売しているコンピュータゲーム『ゼルダの伝説』シリーズに登場する架空の剣。

## 概要
ゼルダの伝説シリーズの主要な舞台となるハイラル王国に古来より伝わる剣。魔を封じる力を持つことから「退魔の剣」とも呼ばれる。扱えるのは勇者のみで、悪しき者は触れることさえできない。物語の中では主人公のリンクが手にすることになる。
日本におけるシリーズ第3作目『ゼルダの伝説 神々のトライフォース』で初めて登場して以降、各作品で物語に深くかかわる重要な役割を担い、シリーズの時系列で最も昔の時代に当たる作品『ゼルダの伝説 スカイウォードソード』ではマスターソード誕生の経緯について明かされている。一方、ハイラル王国以外が舞台となる作品などでは登場しないこともある。
聖域や神殿内部に作られた台座に突き立てられた状態で安置されていることが多く、ハイラルに危機が訪れた時に正しい心の持ち主のみが抜くことができるといわれる。リンクが台座からマスターソードを抜く重要な場面では、シリーズを通して同じメロディが用いられている。

## デザイン・特徴

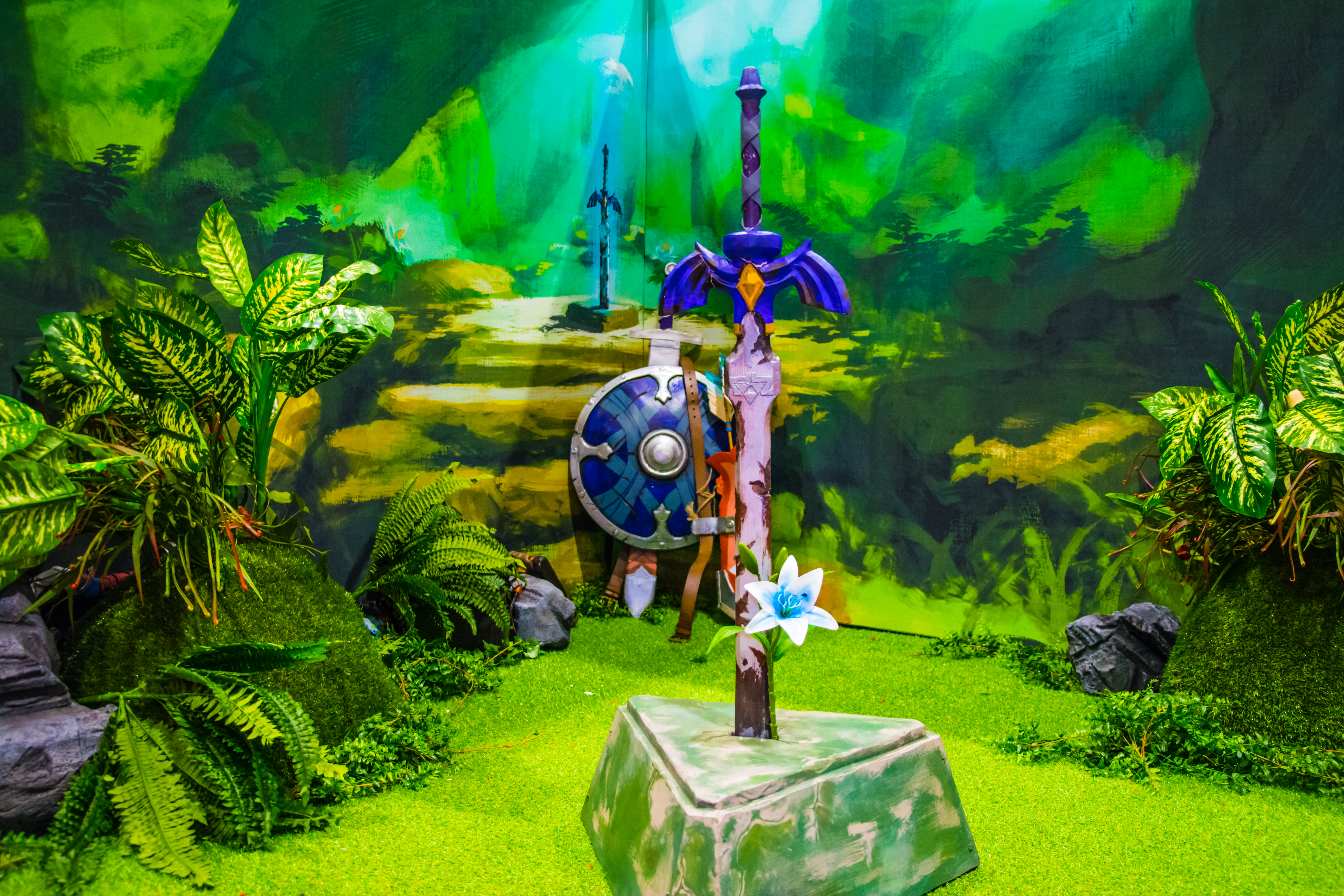
「MCM Comic Con London 2017」で展示された『ゼルダの伝説 ブレス オブ ザ ワイルド』のマスターソード。作品内のものと同様に剣身が錆びている。

作品ごとに多少の差異はあるが、鳥が翼を広げたような形の鍔とその中央にはめ込まれた菱形の飾り、剣身の根元のやや幅が広い部分に刻印された王国の秘宝「トライフォース」の文様といったデザインはほぼ共通している。ただし、『ゼルダの伝説 風のタクト』などでは、退魔の力が備わっていない状態の時に前述のデザインとは異なる形状をしている。
一部作品では、リンクの体力が満タンの時に剣先からビームを発射できる。『ゼルダの伝説 スカイウォードソード』の「真のマスターソード」は生命力の源となる「フォース」の力が備わっており、上方に掲げて光の力を集めると「スカイウォード」と呼ばれる光を放つことができる。

## 登場作品
発売順に記載。移植・リメイク作品やクロスオーバー作品は除く。
以下の記述に登場する主人公リンクと主にハイラル王国の王女として登場する女性ゼルダは、名前は同じでも作品ごとに別の存在。
ゼルダの伝説 神々のトライフォース
ハイラル王国の北西に広がる「迷いの森」の奥にある台座に安置されており、王国各地にある「力の紋章」「知恵の紋章」「勇気の紋章」の力を受けたリンクが台座から引き抜く。その後、敵に占拠されたハイラル城でマスターソードを用いて城に張られた結界を破り深部へ進むことになる。全ての戦いを終えた後、リンクは再び迷いの森を訪れ、マスターソードを台座に納める。
ハイラル王国の鍛冶屋や王国の平行世界「闇の世界」の泉にいる女神により威力が強化され、剣身の色が変化する。
ゼルダの伝説 時のオカリナ
ハイラル城下町の一角にある「時の神殿」内の台座に安置され、王国の秘宝トライフォースが眠る聖地と神殿とを繋ぐ鍵の役割を担っている。そのトライフォースの強奪を目論む魔盗賊ガノンドロフの野望を阻止すべく少年リンクがマスターソードを引き抜くが、扱うには幼すぎると判断したマスターソードはリンクの魂を7年間眠りにつかせる。その後、青年の姿となったリンクは、台座でマスターソードを抜き差しすることで7年の時を行き来できるようになる。ガノンドロフが姿を変えた怪物「ガノン」との決戦冒頭ではマスターソードが跳ね飛ばされるものの後に取り戻し、その刃で斬りつけてとどめを刺す。戦いを終え本来の時代に戻ったリンクはマスターソードを台座に納め、時の神殿を後にする。
ゼルダの伝説 ふしぎの木の実 大地の章 / 時空の章
「大地の章」と「時空の章」の両方をプレイした際に「L-3」（レベル3）の剣として手に入る。物語には関係しない。
ゼルダの伝説 風のタクト
海底に沈んだハイラル城内の台座に安置されている。城内は封印により時が止められていたが、リンクがマスターソードを台座から抜くことで再び時が流れ出す。入手当初は退魔の力が失われており、直後に戦った魔王ガノンドロフには傷一つつけられなかったが、後に覚醒した二人の賢者メドリとマコレの祈りにより本来の力が戻る。ガノンドロフとの再戦時にはリンクがマスターソードをガノンドロフの額に突き立てて勝負が決し、そこで石化したガノンドロフとともにマスターソードは海底へと消える。
ゼルダの伝説 4つの剣（『ゼルダの伝説 神々のトライフォース&4つの剣』内）
本作とセットになっている『ゼルダの伝説 神々のトライフォース』の移植版をクリアすることで本作でも使用できるようになる。物語には関係しない。
ゼルダの伝説 トワイライトプリンセス
ハイラル王国南部に位置する「森の聖域」内の台座に安置されている。リンクは、ハイラル王国を侵略した「影の世界」の王・ザントの呪いにより狼の姿に変えられていたが、マスターソードの力で人の姿に戻り、以降、人と狼の姿を任意で切り替えられるようになる。その後、森の聖域の奥にある「時の神殿」跡地の一角にある台座にマスターソードを差すことで過去の世界へ繋がる扉が開き、その先にある台座でも同様に差すと過去の時の神殿内部へ続く階段が現れる。ザントを倒すべくリンクが影の世界を訪れた際には、影の世界の生命の源である「ソル」の力を剣身に宿し、周囲に漂う影の霧を振り払えるようになる。王国に復活を遂げた魔王ガノンドロフとの最終戦ではマスターソード以外の攻撃が効かず、互いの剣を用いた鍔迫り合いが展開される。戦いの末にガノンドロフが敗れ王国に平和が戻った後、マスターソードは森の聖域の台座に納められる。
ゼルダの伝説 スカイウォードソード
前述のように、本作ではマスターソード誕生の経緯が描かれている。
天空に浮かぶ島「スカイロフト」で暮らすリンクは、島にそびえる巨大な女神像の内部に安置された聖剣「女神の剣」を手に取り、そこに宿る剣の精霊ファイと共に冒険に出る。旅の中で女神の剣は聖なる炎「フロルの炎」「ネールの炎」「ディンの炎」に鍛えられて「マスターソード」になり、その力によって、古代に通じる「時の扉」を復活させる。扉の先では、大地の巫女となった女性ゼルダの力が込められ、マスターソードは「真のマスターソード」へと変貌する。リンクはこの真のマスターソードを用いて魔族の王「終焉の者」と対峙し戦いの末に撃破、その残留思念を剣身に封じ込め消滅させる。戦いの後、スカイロフトの眼下の地上に位置する「封印の神殿」にある台座にマスターソードが納められ、ファイもその内部で眠りにつく。
ゼルダの伝説 神々のトライフォース2
ハイラル王国北西の「迷いの森」の台座に安置されている。マスターソードを用いることでハイラル城を覆う結界を破り中へ入れるようになる。全ての戦いを終えた後、リンクは迷いの森の台座にマスターソードを納める。
ハイラル王国とその平行世界「ロウラル王国」にいる鍛冶屋に特殊な鉱石「マスターストーン」を渡して鍛えてもらうことで2段階まで強化できる。
ゼルダ無双
ハイラル城の西北西に位置する「聖剣の神殿」内の台座に安置され魔王ガノンドロフの魂の欠片を封印していたが、ハイラルの侵略を目論む魔女シアに対抗するためリンクがマスターソードを台座から引き抜いたことで魂が解放されガノンドロフが復活することになる。ガノンドロフの撃破後、聖剣の神殿でリンクと王国の王女ゼルダが二人でマスターソードを台座に差し込み、台座から湧き出ていた邪気を封じる。
独立した武器種として扱われ、ハート満タンの間はソードビームによって攻撃範囲が強化される。武器スキルは特殊な封印が施されたもので固定されており、他の武器種のように武器合成による強化はできない。他の武器種をすべて集めた後に、表記の撃破数を達成するとスキルの封印が解け攻撃力が飛躍的に上昇する。
ゼルダの伝説 ブレス オブ ザ ワイルド
当初からリンクが所持していたが、ハイラル王国に蘇った「厄災ガノン」によりもたらされた戦いでリンクが瀕死の重傷を負い、マスターソードの剣身も大きく損傷する。その後、王国の王女ゼルダがマスターソードを手に取り、王国の北部に広がる「コログの森」の中にある台座に納める。この際、ゼルダがマスターソードのことを「貴女（あなた）」と呼び女性として扱っている。
本作に登場する武器はそれぞれ耐久力が決まっており、使い続けて限界に達すると使用不能になる。この時、一般の武器はその場で壊れて消滅するがマスターソードだけは壊れることがなく、使用不能になってからゲーム内で半日（現実世界の時間では10分）経過後に再び使用できるようになる。また、他の武器では消滅と引き換えに2倍のダメージを与える「投げる」操作ができず、ハート最大時にのみ耐久力を消費して放つソードビームに変更される。
機械兵「ガーディアン」との戦闘時や厄災ガノンの影響下にある場所では剣身が輝いて攻撃力が倍になり、耐久力の損耗も軽減される。
本作の発売後に配信された追加コンテンツの一つ「剣（つるぎ）の試練」を3コースすべて制覇すると、通常時でもマスターソードの攻撃力が倍増し、常に刀身が輝くなど、ガノンの影響下での性能が常に発揮されるようになる。この状態ではソードビームも威力が上昇し、耐久力を消耗しなくなる。
ゼルダ無双 厄災の黙示録
『ブレス オブ ザ ワイルド』と同じくコログの森の台座に納められており、リンクがこれを抜き、ガノン復活を目論む占い師アストルと対決する。通常の武器と同様武器錬成で攻撃力を上げたり、様々な効果を持つ刻印をつけることもできる。またハートが満タンだと攻撃時にソードビームを飛ばす。
ゼルダの伝説 ティアーズ オブ ザ キングダム
マスターソードを所持するリンクがゼルダとともに調査していたハイラル城の地下の最奥で、ミイラ化したガノンドロフが放った瘴気を浴び剣身が朽ちてしまう。その後、過去の封印戦争の時代にタイムスリップしたゼルダのもとへ転送され、ゼルダはゾナウ族の秘石を呑むことで長生不老の白龍の姿となりマスターソードを修復し続ける。そして、永い年月が経過した現代のハイラル王国で白龍が姿を現し、再生したマスターソードがリンクの手にわたる。

## メディアミックスでの設定
ゼルダの伝説 神々のトライフォース（ゲームブック）
退魔の剣と言う点は同じだが、リンクの魂を込めることで刃が輝き威力が増す。
ゼルダの伝説2 神々のトライフォース（小説）
トライフォースが聖地に安置された後、ハイリア人によって鍛えられた剣。このためハイリア人の末裔にしか引き抜けない。主人公がこの剣を手にした際は、仲間たちが見守る中で継承の儀が行われた。
ゼルダの伝説外伝 クオークと妖精女王（読み切り漫画）
神々のトライフォースのサブクエストを描いたもの。城から脱出したリンクはマスターソードを引き抜こうとしたが叶わず、力不足であることを実感する。最終的に全ての紋章を集めたことで資格ある者として引き抜いた。
神々のトライフォース（田口順子の漫画）
マスターソードを守る森の怪物がおり、おじさんの形見である紋章を見せないと襲われてしまう。封印戦争時代、リンクと言う名前の剣士がマスターソードを手にガノンに挑んだが返り討ちに遭い殺されている。
魔法や光線を刃に吸い込み、魔法弾として放つ能力を持つ。
神々のトライフォース（かぢばあたるの漫画）
600年前に起きた封印戦争の折、ハイラルの人々によって鍛えられた退魔の剣。当時の人々はガノンに対抗するためにこれを生み出し、能力も設定した。使い手の想いによって刃が輝き威力を増す。またガノンの居場所を持ち主に伝達してくれる。
しかしガノンは、トライフォースの願いによって不死身の肉体になっていたため、600年前の勇者では傷一つ付けることは叶わなかった。そこで当時の賢者たちが聖地のピラミッド内部に封印した。
ゼルダの伝説 リルトの誓い
神々のトライフォースから遠い未来の物語。
リンクではなくオリジナルキャラクターの主人公リルトが使い手に選ばれている。キーアイテムであるがガノンは意にも介しておらず「勇者どころか雑魚にもならんわ」と捨て置いていた。
禁断の谷の洞窟に隠されており、ガノンの復活が近付いた影響で波動を放ったところをリルトが引き抜いた。以後はリルトを使い手と認めた（このためリンクが手にして錆び付いた一振りになってしまう）。
リルトの想いに呼応して力を発揮する性質があり、当初は錆び付いていたが剣としての姿を取り戻した。終盤では進化することで剣ビームを放つことが可能となった。ただしこれは、使い手の生命力と精神力を削るため、使い続ければ死に至る。
ゼルダの伝説（ゲームブック）
神々のトライフォースのゲームブック。封印戦争時代に賢者たちが鍛えた。
神々のトライフォース（姫川明の漫画）
400年前に起きた封印戦争の折、神のお告げを受けた賢者たちが鍛えた。しかし使い手を探し出す前にマスターソードの存在を察知したガノンが王宮に邪気を飛ばし、騎士団と悪しき者どもの戦いが引き起こされた。

## ゼルダの伝説シリーズ以外での登場
リンクがゼルダの伝説シリーズ以外のゲームソフトに登場する際には、標準装備としてマスターソードを所持していることが多い。また、リンクが登場しない作品でもアイテムの一種として用いられることがある。
詳しくは「リンク (ゲームキャラクター)#ゼルダの伝説シリーズ以外の出演作品」を参照。

## タイトルロゴにおける描写
一部シリーズ作品のタイトルロゴには、マスターソードが描かれているものがある。
初出は『ゼルダの伝説 神々のトライフォース』の日本国外版『The Legend of Zelda: A Link to the Past』のゲーム内タイトル画面で、タイトルの「Z」の文字をマスターソードが上部から貫いている。なお、パッケージのロゴでは別の剣が用いられている。また、後に発売された移植版『ゼルダの伝説 神々のトライフォース&4つの剣』のタイトル画面では日本版においても日本国外版と同様のロゴが使用されている。
日本版の初出は『ゼルダの伝説 時のオカリナ』で、タイトル英語表記部分の「Z」の背後に、剣の握り部分を右上にしたマスターソードが斜めに重なっている。リメイク版の『ゼルダの伝説 時のオカリナ 3D』のロゴも同様のものを用いている。
『ゼルダ無双』とその移植版『ゼルダ無双 ハイラルオールスターズ』『ゼルダ無双 ハイラルオールスターズ DX』では、「無双」の文字の背後に、剣の握り部分を左側にした状態で横向きに描写され、剣身には作中でリンクが首元に結わえる青色のマフラーが巻きついている。日本国外版の『Hyrule Warriors』『Hyrule Warriors Legends』『Hyrule Warriors: Definitive Edition』では、「Warriors」の文字の背後に同様の描写がなされている。
『ゼルダの伝説 ブレス オブ ザ ワイルド』の欧米版『The Legend of Zelda: Breath of the Wild』では剣身の錆びたマスターソードが、続編の『ゼルダの伝説 ティアーズ オブ ザ キングダム』の欧米版『The Legend of Zelda: Tears of the Kingdom』では剣身の朽ちたマスターソードが「Z」の文字を縦に貫いている。

## エピソード

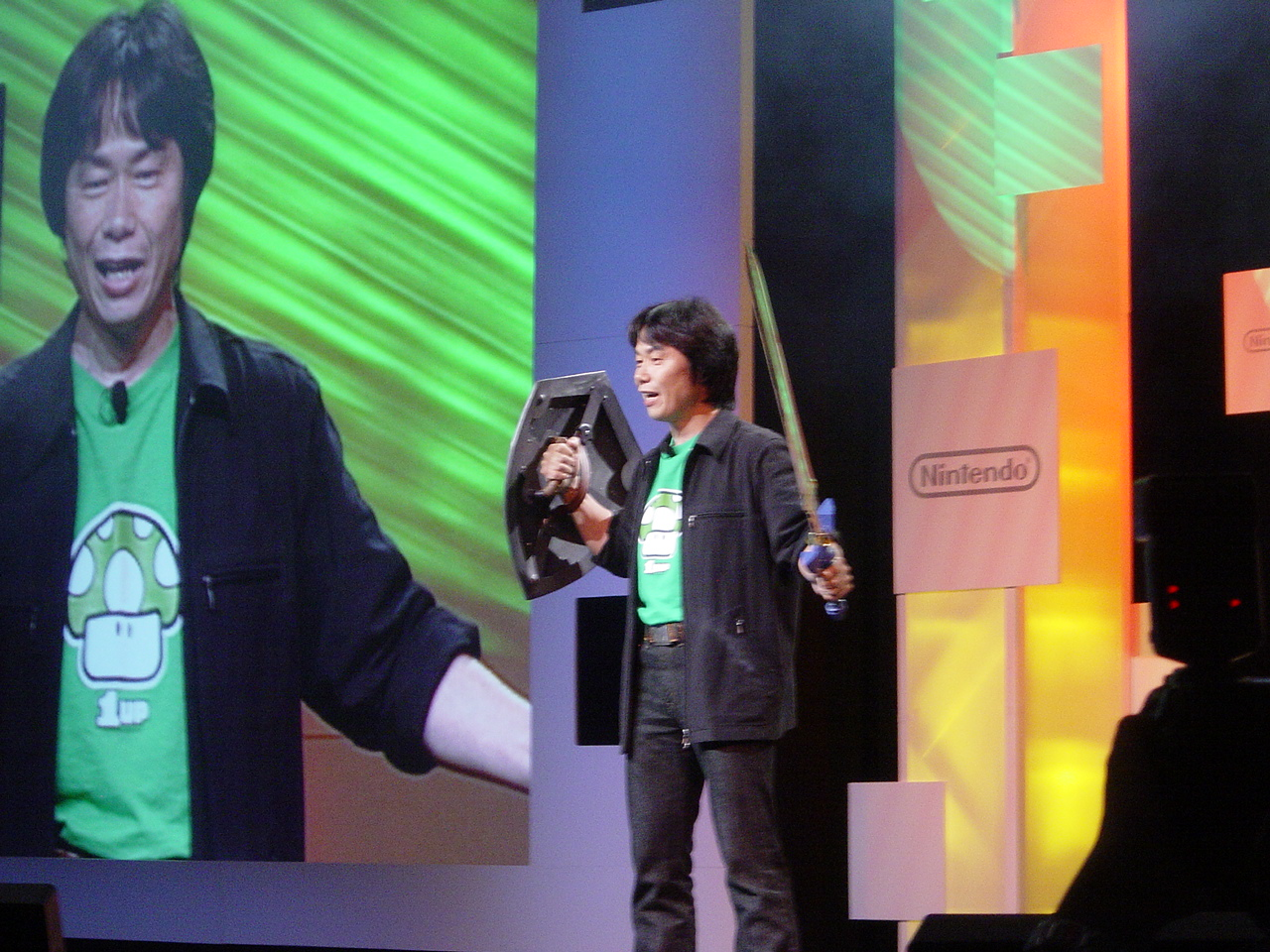
E3 2004でマスターソードを手に持ち登壇する宮本茂

- 2004年開催のゲーム見本市「E3 2004」と2011年開催の新作ゲーム発表会「ニンテンドー3DSカンファレンス 2011」では、ゼルダの伝説シリーズのプロデューサーやゼネラルプロデューサーを務める宮本茂がマスターソードを手に持って登壇した[6][7]。
- ゼルダの伝説のオーケストラコンサートで演奏される楽曲の一つ『「時のオカリナ」ハイラル平原』は、観客たちの意思表示に合わせて曲の構成が変化するという特殊な手法をとっている。この楽曲の演奏中には、ゼルダの伝説シリーズで作曲を手がける近藤浩治がステージ上に立ち、手にしたマスターソードを掲げて観客の意思を確認することが恒例化している[注釈 3][8]。
- アメリカに所在する任天堂の直営店「Nintendo New York」の店内では巨大なマスターソードが展示されている[9]。
- 任天堂が運営する販売サイト「マイニンテンドーストア」で販売された数量限定セット『ゼルダの伝説 ブレス オブ ザ ワイルド DELUXE COLLECTOR'S EDITION』には、『ゼルダの伝説 ブレス オブ ザ ワイルド』の作中で登場する錆び付いたマスターソードをフィギュア化した「フィギュア 回生のマスターソード」が同梱された[10]。
- ハナヤマより発売されたマスターソードの立体パズル玩具「はずる ゼルダの伝説 マスターソード」が、日本おもちゃ大賞2023ハイターゲット・トイ部門で優秀賞を受賞した[11]。
- BANDAI SPIRITSが展開する大人向け玩具シリーズ「PROPLICA」の一種として、マスターソードの玩具「PROPLICA ゼルダの伝説 マスターソード」が2024年9月21日に発売された[12]。